# مارغريت تايلور
مارجريت تايلور (بالإنجليزية: Margaret Taylor)‏ ولدت في ( 21 سبتمبر 1788م - وتوفيت في 14 أغسطس 1852م )، زوجة رئيس الولايات المتحدة الثاني عشر زكاري تايلور، والسيدة أولى للولايات المتحدة الأمريكية من 4 مارس 1849 حتى 9 يوليو 1850.